# Ester Šimerová-Martinčeková
Ester Šimerová-Martinčeková, née Fridriková le 23 janvier 1909 à Bratislava et morte le 7 août 2005 à Liptovský Mikuláš, est une peintre, artiste et scénographe slovaque.

## Biographie
Elle naît le 23 janvier 1909 à Bratislava, sous le nom d'Ester Fridrikova. Ses parents divorcent après la première guerre mondiale. Elle suit toute sa formation artistique à Paris, où elle fréquente l'Académie Julian (1927-1929) et l'Académie d'art moderne de Paris, où elle étudie avec Fernand Léger, Alexandra Exter, Louis Marcoussis et Amédée Ozenfant (1929-1930).
Elle est soutenue dans ses études par son père, qui entre-temps émigre aux États-Unis. Après ses études, elle épouse un médecin tchèque, František Šimera. De 1932 à 1939, les Šimera vivent à Bratislava, mais après la création de l'État slovaque en 1939, ils doivent quitter la Slovaquie et vivent à Pilsen. Lorsque František Šimera est arrêté et condamné à mort en 1942, la famille tente de le sauver au prix de la vente de ses biens. Elle réussit à obtenir une grâce, mais avant qu'elle ne soit accordée, František Šimera est exécuté en 1943.
Après la guerre, elle retourne à Bratislava, où elle épouse en 1947 l'avocat slovaque, puis le photographe Martin Martinček. En 1948, les Martinček doivent quitter Bratislava et vivent à Liptovský Mikuláš pour le reste de leur vie, d'abord dans des conditions très pauvres.